# کنستانتین میتسوتاکیس
کنستانتین میتسوتاکیس (یونانی: Κωνσταντίνος Μητσοτάκης؛ زادهٔ ۱۸ اکتبر ۱۹۱۸ – درگذشتهٔ ۲۹ مه ۲۰۱۷) یک سیاست‌مدار و دیپلمات اهل یونان بود.
کنستانتین میتسوتاکیس در ۲۹ مه ۲۰۱۷ در سن ۹۸ سالگی درگذشت.